# SnatchBot
Phần mềm SnatchBot là công cụ tạo chatbot trên nền tảng đám mây miễn phí dành cho mạng xã hội.

## Lịch sử
Được Henri Ben Ezra và Avi Ben Ezra sáng lập năm 2015, SnatchBot là một trong các công ty công nghệ mới xuất thân từ vùng Herzliya Pituach thuộc Israel. Vào tháng 7 năm 2017, Snatchbot tài trợ Hội nghị Chatbot được tổ chức tại Berlin, Đức. Kể từ tháng 12 năm 2017, trên 30 triệu người dùng cuối đã tương tác với các chatbot được phát triển trên nền tảng SnatchBot.

## Dịch vụ
SnatchBot giúp người dùng xây dựng các bot dành cho Facebook Messenger, Skype, Slack, SMS, Twitter, và các nền tảng xã hội khác. SnatchBot cũng đưa ra các mô hình Xử lý ngôn ngữ tự nhiên miễn phí. Kết hợp với các công cụ Học máy của công ty, nền tảng này cho phép tạo ra những chatbot có khả năng phân tích ý định của người dùng.